# Kwebbelkop
Jordi Maxim van den Bussche (født 1. juni 1995) kendt som Kwebbelkop eller Kweb, er en hollandsk YouTuber kendt for sine gamingvideoer. Han har også en anden kanal, Kwebbelcop, til vlogs.

## Tidlige start
Selv om Kwebbelkops kanal er oprettet tilbage i 2008, uploadede Jordi aldrig rigtig noget indtil den 3. maj 2011. Efter de første 9 videoer, der var uploadet mellem maj og November fra Call of Duty: Black Ops og Call of Duty: Modern Warfare 3, var der faktisk ingen uploads indtil i juli året efter. Ifølge Jordis "draw-my-life"-video var det tilsyneladende på grund af problemer med modtagelsen af sin nye PC og derefter på grund af sine ødelagte dele.
Da Jordi indså, at YouTube var en karrieremulighed for ham, er han begyndt at uploade dagligt fra oktober 2012. På dette tidspunkt handlede kanalen hovedsageligt om Minecraft og masser af forskellige Call of Duty: Black Ops 2 serier. På sin 18-års fødselsdag, 1 juni 2013 opnåede han 10 000 abonnenter. Omkring dette tidspunkt færdiggjorde han sin uddannelse og fokuserede på YouTube på fuldtid.

### GTA 5
Da Kwebbelkop for første gang uploadede en Grand Theft Auto V video i September 2013, begyndte Kwebbelkop kun at fokusere på de denne revolutionerende master piece. i næsten et år lavede han sjældent videoer fra andre spil. GTA V var med til at give Kwebbelkop en perfekt fanbase for fremtiden.

### GTA 5 sammen med Hazardous
Efter succesen med en lignende Call of Duty: Black Ops 2 serie, en af de første Gta 5 kreationer var GTA V, som fik Kwebbelkop til at skabe et samarbejde med den svenske YouTuber Hazardous. Hazadours laver også selv mange videoer alene, men Kwebbelkopog Hazadours har også lavet mange videoer sammen.

### Robust Team
Senere i 2013 Kwebbelkopog vennen Jelle van Vucht (Jelly) og australske YouTuber Kodi Brown og hans ikke virkelig nævnte ven BJK BraJaaKrew lavet dybest set en YT team kaldet Robust. Disse tre fyre legede sammen Grand Theft Auto Online løb. Få måneder senere ~ Kodi Brown~@Kodi @ blev erstattet med britiske YouTuber Slogoman. Navnet på holdet har aldrig rigtig været anvendt officielt, men Kwebbelkop, Jelly og Slogoman optager stadig videoer sammen, ikke kun fra Gta 5.

### Solo videoer
Undtagen videoer med Robust Team har Kwebbelkop også savet mange solovideoer. Den mest kendte serier er formentlig hang GTA videoer, hvor Jordi forsøger at udføre fantastiske stunt på tværs af Gta 5 verden.